# Shock Treatment
Shock Treatment ist ein Musical-Film aus dem Jahr 1981 von Richard O’Brien und eine Fortführung des Films The Rocky Horror Picture Show, allerdings nicht dessen direkte Fortsetzung. Einige Charaktere aus dem Vorgänger werden von neuen Schauspielern verkörpert, während einige Schauspieler aus dem Vorgängerfilm in Shock Treatment neue Rollen erhielten. Brad Majors und Janet Majors, die Hauptcharaktere des Vorgängerfilms, werden von neuen Schauspielern dargestellt.
Der Film wurde sechs Jahre nach der Rocky Horror Picture Show aufgeführt und erfuhr nicht die gleiche Aufmerksamkeit wie sein Vorgänger. Er gilt allerdings aufgrund seiner vielen Verbindungen zu ihm als kultige Kuriosität.

## Handlung
Brad und Janet, die nun geheiratet haben, kommen in ihre Heimatstadt Denton zurück, die von der Firma F.F.F.F. zum Filmstudio umgebaut wurde, sodass die meisten Bürger Filmleute und der Rest Zuschauer sind (DENTON). Während Janet das Filmleben genießt, interessiert sich Brad nicht dafür, weswegen sie auf das Angebot des blinden österreichischen Moderators Bert Schnick eingeht, Brad zu einer Therapie von Denton zu schicken. Brad sagt aber, mit ihm sei alles in Ordnung (Bitching in the Kitchen). Trotzdem wird er zu den Geschwistern Cosmo und Nation McKinley gebracht, die ihm heimlich eine Spritze verabreichen und Janet von der Notwendigkeit der Therapie überzeugen. Gleichzeitig kommen Janets Eltern, Harry und Emmy Weiss, nach Denton, um nach ihr und Brad zu sehen. Sie gewinnen ein von Schnick organisiertes Quiz und erhalten eine Erlaubnis, die beiden zu sehen und im Studio mitzuwirken. Janet findet derweil, dass sie ihr eigenes Leben leben und Brad verlassen sollte, was sie ihm, als er an einem Rollstuhl gefesselt und geknebelt ist, auch erzählt. Per Video wird sie dabei von dem anonymen Leiter von F.F.F.F. überwacht  (In my own way). Dann trifft Janet auf ihre Eltern, denen sie von der Therapie erzählt. Während Janet ihre Mutter um Rat in Beziehung zu Brad fragt, zeigt Janet's Vater dem Publikum, dass man als Mann sehr hart sein muss (Thank God I'm a man). Derweil beschließen der Richter Oliver Wright und die Fernsehmoderatorin Batty Happshatt, Brad zu retten, da er ihnen sympathisch ist und sie Angst um die Beziehung zwischen ihm und Janet haben. Später bei Janet: Cosmo, Nation und Bert stellen ihr einen Mann vor, der besser zu ihr passen soll. Es ist der Leiter von Denton, ein smarter Zigarrenraucher namens Farley Flavors (Farley's Song) (es stellt sich heraus, dass "F.F.F.F." die Abkürzung für "Farley Flavor's Faith Factory" (zu deutsch: Farley Flavor's Fabel- oder Glaubensfabrik) ist). Janet beschließt zu Farley überzulaufen. In der nächsten Nacht kommen Wright und Hapshatt ins Irrenhaus, schlafen dort jedoch wie der Rest der Bewohner ein (Lullaby).
Am nächsten Tag will Janet mit einem schwarzen Kleid, das Cosmo für sie näht (Little black dress) dem Publikum das "Girl of the next door" in sich zeigen (Me of Me). Schließlich kommen Janet, Bert, Cosmo, Nation, Emmy und Harry zu Brad, um ihm das Kleid zu zeigen, als Harry Bedenken hegt, dass Janet Brad mit Farley betrügt. Daraufhin zieht Cosmo das Ehepaar auf die Seite von Denton, wobei auch gezeigt wird, dass Bert den Blinden nur spielt (Shock Treatment). Als die Gemeinschaft das Zimmer verlässt, erleidet Brad in der folgenden Nacht Alpträume, in der Janet ihn auf der Suche nach Mode verlässt (I'm looking for trade – der Text des Liedes macht sehr deutlich, dass sie sich faktisch prostituiert). Am kommenden Tag will Farley dem Publikum Janet als seine Freundin zeigen, was er mit einer Rockband eröffnet. Die McKingley's, aber auch Emmy und Harry bereiten sich vor
(Look what i did to my id). Während des Songs der Band (Breaking out) entdeckt Betty, dass Farley und Brad Zwillinge sind, die nach dem Tod ihrer Eltern bei unterschiedlichen Pflegeeltern aufwuchsen. Dabei war Brad ein Leben in (bescheidenem) Wohlstand beschieden, während Farley in der Armut aufwuchs. Dafür will sich Farley nun rächen, indem er Brad einsperrt und ihm die Frau (eben Janet) ausspannt. Zugleich entdeckt Janet, dass die McKingley's nur Schauspieler sind. Betty und Oliver können Brad befreien. Vor den Augen Janets und des Publikums kommt es zu einer Konfrontation, bei der Farley und Brad ihre familiäre Beziehung aufdecken und sich in einer Wahnvorstellung von Farley beschimpfen (Duel Duet). Danach werden Brad, Janet, Betty und Oliver eingesperrt, während alle Filmleute und Zuschauer hinter die Bühne rennen, um zu feiern (und sich aus freien Stücken ins Irrenhaus sperren zu lassen, als das sich das gesamte Studio herausstellt). Da auch der Polizist, der ihre Zelle bewachen soll, mitläuft, können die vier fliehen und entkommen mit der Hilfe der Rockband aus Denton (Anyhow, Anyhow).

## Hintergrund
Quelle: Internet Movie Database
- Barry Bostwick konnte seine Rolle als Brad Majors nicht wieder aufnehmen, da er andere Verpflichtungen hatte. Tim Curry wurde dessen Rolle als Brad angeboten, doch er nahm Abstand von dem Projekt, da er sich des amerikanischen Akzents nicht mächtig fühlte. Susan Sarandon kehrte nicht als Janet zurück, da man sich mit ihr nicht über ihre Gage einigen konnte.
- Richard O’Brien, Patricia Quinn, Nell Campbell, Charles Gray, Imogen Claire, Perry Bedden, Rufus Collins und Jeremy Newson sind die verbliebenen Schauspieler aus der Rocky Horror Picture Show, aber nur Jeremy Newson nimmt seine alte Rolle aus dem Vorgängerfilm wieder auf („Ralph Hapschatt“). Der Charakter Bert Schnick war ursprünglich als Dr. Everett Scott angelegt. Die Rolle wurde umgeschrieben, da Jonathan Adams seine Rolle aus der Rocky Horror Picture Show nicht wieder aufnehmen wollte.
- Eine erste Arbeitsidee war, dass Dr. Frank-N-Furter von den Toten wieder aufersteht und nach Denton kommt, um dort auf Janet zu treffen, die schwanger von ihm ist. Er sollte die Bewohner der Stadt in einen neuen Kult der Transylvanier verwandeln und Riff-Raff und Magenta sollten zurückkehren, um Janets Baby zu entführen und Frank wieder zu vernichten. Die Idee wurde verworfen, da Tim Curry ablehnte mitzuspielen.
- Ursprünglich betitelt The Brad and Janet Show mit ähnlichem Plot und gleichen Songs, wurde die Handlung wegen eines Streikes umgeschrieben, der Außendrehs unmöglich machte. Produzent James Goldstone über den Film: Es ist kein Sequel (Fortsetzung), es ist kein Prequel (Vorgängerfilm), it’s an equal (ebenbürtig).

## Kritiken
Das Lexikon des internationalen Films meint: „Musical der "Rocky Horror"- Mannschaft mit satirischen Angriffen auf den "american way of life" und die Macht der Medien. Nicht so spritzig und temporeich wie sein Vorgänger, bietet der Film dennoch für Rockfans annehmbare Unterhaltung.“

## Songliste
| Song                     | hauptsächlich gesungen von                                  | weitere Sänger                                        |
| ------------------------ | ----------------------------------------------------------- | ----------------------------------------------------- |
| Overture                 | — (Instrumental)                                            | —                                                     |
| Denton U.S.A.            | Neely, Harry, Emily, Vance, Brenda and Frankie, Ralph, Macy | Zuschauer                                             |
| Bitchin' in the Kitchen  | Brad, Janet                                                 | —                                                     |
| In My Own Way            | Janet                                                       | —                                                     |
| Thank God I'm a Man      | Harry                                                       | Zuschauer                                             |
| Farley's Song            | Farley                                                      | Cosmo, Nation, Ansalong, Ricky                        |
| Lullaby                  | Nation, Cosmo, Janet, Ansalong, Ricky                       | —                                                     |
| Little Black Dress       | Cosmo, Janet, Bert, Nation                                  | —                                                     |
| Me of Me                 | Janet                                                       | Frankie and Brenda                                    |
| Shock Treatment          | Cosmo, Nation, Ansalong                                     | Janet, Ricky, Bert, Harry, Emily                      |
| Carte Blanche            | Janet                                                       | —                                                     |
| Looking for Trade        | Janet                                                       | Brad                                                  |
| Look What I Did to My Id | Emily, Harry, Cosmo, Nation, Macy, Ralph, Ansalong, Ricky   | —                                                     |
| Breaking Out             | Oscar Drill                                                 | The Bits                                              |
| Duel Duet                | Farley, Brad                                                | —                                                     |
| Anyhow, Anyhow           | Brad, Janet, Oliver, Betty                                  | alle Darsteller (einschließlich Chor und Nebenrollen) |